# (83600) Yuchunshun
(83600) Yuchunshun ist ein im äußeren Hauptgürtel gelegener Asteroid. Er wurde am 25. September 2001 vom kanadischen Astronomen Hongkonger Herkunft William Kwong Yu Yeung am Desert Eagle Observatory (IAU-Code 333) in der Nähe von Benson, Arizona entdeckt.
Der mittlere Durchmesser des Asteroiden wurde mithilfe des Wide-Field Infrared Survey Explorers (WISE) grob mit 4,400 (±0,901) km berechnet, die Albedo ebenfalls grob mit 0,100 (±0,048). Die Neigung der Bahnebene von (83600) Yuchunshun ist mit 0,4088° gering.
Der Asteroid wurde am 18. Juni 2008 nach dem chinesischen Abenteurer Yu Chunshun (1951–1996) benannt. Yu Chunshun plante, ganz China alleine zu Fuß zu durchqueren. Nach acht Jahren und 42.000 Kilometern starb er in der Wüste Lop Nor.